# Sukhodilsk
Sukhodilsk (tiếng Ukraina: Суходільськ) là một thành phố của Ukraina. Thành phố này thuộc tỉnh Luhansk. Thành phố này có diện tích ? km2, dân số theo điều tra dân số năm 2001 là 23642 người.